# أوسكار (دوق سكانيا)
الأمير أوسكار دوق سكانيا (بالسويدية: Prins Oscar) (ولد 2 مارس 2016)، هو الطفل الأصغر والأبن الوحيد لولي العهد الأميرة فيكتوريا وزوجها الأمير دانيال. وهو حفيد الملك كارل السادس عشر غوستاف والملكة سيلفيا وهو الثالث في خط الخلافة على العرش السويدي [الإنجليزية]
 بعد والدته وشقيقته الأميرة إستل.